# Dameneishockey-Bundesliga 2019/20
Die Saison 2019/20 der österreichischen Dameneishockey-Bundesligen (DEBL) stellte den zweit- und dritthöchsten Ligabewerb im österreichischen Fraueneishockey dar. Länderübergreifend nahmen Mannschaften aus Ungarn daran teil – diese konnten auch DEBL Champion werden. Für die österreichische Staatsmeisterschaft wurden die teilnehmenden Mannschaften vor Saisonbeginn gemeldet und umfassten Teilnehmer der EWHL und DEBL.

## DEBL

### Teilnehmende Mannschaften
Nach dem Rückzug der Gipsy Girls Villach in die DEBL2 und der Neuberg Highlander aus der EWHL in die DEBL nahmen folgende Mannschaften an der DEBL-Saison 2019/20 teil:
- Neuberg Highlanders
- DEC Devils Graz
- DHC Ice Cats Linz
- Ferencvárosi TC Budapest
- KMH Budapest II
- MAC Marylin Budapest
- EAC Junior Capitals Flyers
- Spielgemeinschaft Kitzbühel/Kufstein

### Modus
Die DEBL-Saison bestand aus einem Grunddurchgang, der in Form einer einfachen Hin- und Rückrunde ausgetragen wird, sowie den Playoffs der besten vier Teams des Grunddurchgangs. Dabei wurden das Halbfinale und Finale in Hin- und Rückspiel ausgetragen.

### Grunddurchgang
| Platz | Mannschaft                 | Land       | Spiele | S  | OTS | OTN | N  | Tore   | Punkte |
| ----- | -------------------------- | ---------- | ------ | -- | --- | --- | -- | ------ | ------ |
| 1.    | Neuberg Highlanders        | Osterreich | 14     | 14 | 0   | 0   | 0  | 144:12 | 42     |
| 2.    | KMH Budapest II            | Ungarn     | 14     | 12 | 0   | 0   | 2  | 54:15  | 36     |
| 3.    | MAC Marilyn Budapest       | Ungarn     | 14     | 9  | 0   | 1   | 4  | 50:32  | 28     |
| 4.    | SPG Kitzbühel/Kufstein     | Osterreich | 14     | 7  | 1   | 0   | 6  | 35:30  | 23     |
| 5.    | Ferencvárosi TC            | Ungarn     | 14     | 5  | 0   | 0   | 9  | 38:59  | 15     |
| 6.    | EAC Junior Capitals Flyers | Osterreich | 14     | 5  | 0   | 0   | 9  | 29:63  | 15     |
| 7.    | DEC Devils Graz            | Osterreich | 14     | 2  | 0   | 0   | 12 | 9:66   | 6      |
| 8.    | Ice Cats Linz              | Osterreich | 14     | 1  | 0   | 0   | 13 | 12:94  | 3      |

### Playoffs

#### Halbfinale
SPG Kitzbühel/Kufstein vs. Neuberg Highlanders
| 25. Januar 2020 17:15 Uhr | SPG Kitzbühel/Kufstein | 2:6 (0:4, 2:1, 0:1) Spielbericht | Neuberg Highlanders | Eissportanlage, Kufstein Zuschauer: 29 |

| 2. Februar 2020 15:15 Uhr | Neuberg Highlanders | 11:0 (4:0, 4:0, 3:0) Spielbericht | SPG Kitzbühel/Kufstein | Sportzentrum, Kapfenberg Zuschauer: 22 |

KMH Budapest II vs. MAC Marylin Budapest
| 31. Januar 2020 18:20 Uhr | KMH Budapest II | 2:1 (1:0, 0:0, 1:1, 0:0) Spielbericht | MAC Marylin Budapest | Tüskecsarnok, Budapest Zuschauer: 38 |

| 2. Februar 2020 13:00 Uhr | MAC Marylin Budapest | 0:3 (0:0, 0:1, 0:2) Spielbericht | KMH Budapest II | Kisstadion, Budapest Zuschauer: 75 |

#### Finale
| 16. Februar 2020 15:40 Uhr | KMH Budapest II O. Varadi (9:23) K. Szilágyi (29:34) K. Szilágyi (44:50) K. Szilágyi (50:51) | 4:6 (1:3, 1:2, 2:1) | Neuberg Highlanders K. Villeneuve (0:20) K. Villeneuve (6:05) K. Villeneuve (15:43) K. Villeneuve (22:22) S. Stanek (28:57) J. Pesendorfer (59:59) | Tüskecsarnok, Budapest Zuschauer: 44 |

| 23. Februar 2020 9:40 Uhr | Neuberg Highlanders E. Even (7:40) J. Pesendorfer (8:15) J. Pesendorfer (30:49) J. Pesendorfer (58:48) | 4:1 (2:1, 1:0, 1:0) | KMH Budapest II R. Metzler (14:06) | Sportzentrum, Kapfenberg Zuschauer: 232 |

Damit gewannen die Highlanders, nach ihrem Rückzug aus der EWHL 2019, ohne Niederlage im Saisonverlauf den Meistertitel in der DEBL.

## Staatsmeisterschaft
Für die Staatsmeisterschaft hatten sich neben den EWHL-Teams die DEBL-Teilnehmer EAC Capitals Flyers, die DEC Devils Graz sowie die Neuberg Highlanders gemeldet. Diese nahmen an der Halbfinal-Qualifikation gemeinsam mit dem dritten EWHL-Teilnehmer KEHV Lakers teil. Für das Halbfinale gesetzt waren die beiden bestplatzierten österreichischen EWHL-Teams EHV Sabres Wien, DEC Salzburg Eagles.

### Qualifikation
Die Qualifikation wurde in Hin- und Rückspiel ausgetragen.
DEC Devils Graz vs. KEHV Lakers
| 7. März 2020 19:15 Uhr | DEC Devils Graz Anna Kainz (1) | 1:12 (0:3, 0:5, 1:4) Spielbericht | KEHV Lakers Lena Dauböck(4) Valentina Ropatsch (3) Hilde Huisman (1) Vanessa Simonis (1) Jaqueline Krainer (1) Nicole Vigilanti (1) Sonja Katnik (1) | Merkur-Arena (Halle A), Graz-Liebenau Zuschauer: 30 |

| 8. März 2020 17:00 Uhr | KEHV Lakers Valentina Ropatsch (2) Vanessa Simonis (2) Martina Eineter (2) Alessandra Lopez (2) Lena Dauböck (1) Ilvy Fuchs (1) Hilde Huisman (1) Nicole Vigilanti (1) Sonja Katnik (1) | 13:0 (3:0, 6:0, 4:0) Spielbericht | DEC Devils Graz | Stadthalle, Villach Zuschauer: 32 |

EAC Junior Capitals Flyers – Neuberg Highlanders
| 7. März 2020 11:55 Uhr | EAC Junior Capitals Flyers | 0:17 (0:4, 0:5, 0:8) Spielbericht | Neuberg Highlanders Katryne Villeneuve (4) Jana Moser (3) Emily Even (3) Nina Rainer (2) Jennifer Pesendorfer (2) Megan Holzhuter (1) Martina Kneß (1) Elisa Hoppl (1) | Steffl Arena (Halle 3), Wien Zuschauer: 61 |

| 8. März 2020 16:30 Uhr | Neuberg Highlanders Emily Even (4) Megan Holzhuter (3) Nina Rainer (2) Jana Moser (1) Sophie Kaltenegger (1) Evelyn Hochegger (1) | 12:1 (2:0, 4:1, 6:0) Spielbericht | EAC Junior Capitals Flyers Katharina Killius (1) | Sportzentrum Kapfenberg Zuschauer: 35 |

### Halbfinale
Das Halbfinale der Staatsmeisterschaft war für den 14. und 15. März 2020 vorgesehen. Am 10. März 2020 wurde aufgrund der COVID-19-Pandemie alle Sport-Wettbewerbe in Österreich ab- oder unterbrochen und somit auch die Staatsmeisterschaft abgesagt.

## DEBL2

### Teilnehmende Mannschaften
Für die Teilnahme an der DEBL2 meldeten vor der Saison:
- SPG Gipsy Girls Villach/Lakers Kärnten
- DEC Dragons Klagenfurt
- DEHC Red Angels Innsbruck
- EHC Wildcats Lustenau
- EHV Sabres Wien II
- SPG Salzburg Eagles II / Ice Cats Linz II

### Modus
Die DEBL2 spielte in einem Grunddurchgang mit anschließendem Meisterschaftsfinale. Der Grunddurchgang wurde in der Form einer eineinhalbfachen Hin- und Rückrunde gespielt. Im Finale spielten in Hin- und Rückspiel die bestplatzierte und die zweitbestplatzierte Mannschaft um den Titel DEBL2-Champion.

### Grunddurchgang
| Platz | Mannschaft                        | Spiele | S | OTS | OTN | N  | Tore  | Punkte |
| ----- | --------------------------------- | ------ | - | --- | --- | -- | ----- | ------ |
| 1.    | Red Angels Innsbruck              | 15     | 8 | 3   | 0   | 4  | 52:33 | 30     |
| 2.    | EHC Wildcats Lustenau             | 15     | 8 | 2   | 1   | 4  | 37:25 | 29     |
| 3.    | DEC Dragons Klagenfurt            | 15     | 7 | 1   | 2   | 5  | 61:40 | 25     |
| 4.    | SPG Gipsy Girls/Lakers            | 15     | 8 | 0   | 1   | 6  | 52:42 | 25     |
| 5.    | EHV Sabres Juniors                | 15     | 5 | 1   | 3   | 6  | 37:30 | 20     |
| 6.    | DHC Ice Cats Linz/Salzburg Eagles | 15     | 2 | 0   | 0   | 13 | 13:82 | 6      |